# Трнавка (округ Дунайська Стреда)
Трнавка (словац. Trnávka) — село в окрузі Дунайська Стреда Трнавського краю Словаччини. Площа села 7,97 км². Станом на 31 грудня 2015 року в селі проживав 491 житель.

## Історія
Перші згадки про село датуються 1275 роком.

## Населення
| Рік:            | 1994. | 2004.   | 2014.    | 2024.    |
| --------------- | ----- | ------- | -------- | -------- |
| Кількість осіб: | 404   | 431     | 490      | 570      |
| Різниця:        |       | +6,68 % | +13,68 % | +16,32 % |

| Рік:            | 2023. | 2024.   |
| --------------- | ----- | ------- |
| Кількість осіб: | 548   | 570     |
| Різниця:        |       | +4,01 % |